# Allison Anders
Allison Anders, född 16 november 1954 i Ashland, Kentucky, USA, är en amerikansk filmregissör och manusförfattare.

## Biografi
Anders växte upp i olika fosterhem, där hon ofta blev illa behandlad. Då hon var tolv år gammal blev hon brutalt våldtagen. År 2001 gjorde hon en film om våldtäkten, Things Behind the Sun, som delvis är inspelad i huset där våldtäkten ägde rum. Filmen nominerades för en Emmy.
Då hon fyllde arton flyttade hon till England, men vistelsen där blev inte långvarig. Hon flyttade snart till Los Angeles för att uppfostra sitt första barn där. Samtidigt studerade hon vid UCLA School of Theater Film and Television och Academy of Motion Picture Arts and Sciences. Vid den här tiden skrev hon även ett manus till en film med titeln Lost Highway (som inte ska förväxlas med David Lynchs film med samma namn). Hon tilldelades ett Samuel Goldwyn Writing Award för detta manus.
Hon regisserade sin första film Border Radio 1987. Det stora genombrottet fick hon med filmen Gas, Food Lodging 1992, där Fairuza Balk spelar huvudrollen.
Under slutet av 1980-talet blev Anders nära vän med några av medlemmarna i popgruppen Duran Duran, och hon refererade ofta till dem i sina filmer genom att döpa karaktärer efter medlemmarna, låta Duran Duran-posters hänga i bakgrunden, osv. När basisten John Taylor lämnade bandet år 1999 för att istället satsa på en skådespelarkarriär, så hjälpte Anders honom att få en roll i filmen Sugar Town, som hon var med och regisserade. Med i filmen medverkade även andra musiker, exempelvis John Doe och basisten Martin Kemp från Spandau Ballet.

## Filmografi i urval
- 1987 – Border Radio
- 1992 – Gas, Food Lodging
- 1993 – Mitt galna liv
- 1995 – Four Rooms
- 1999 – Sugar Town
- 2001 – Things Behind the Sun
- 2011 – A Crush on You
- 2012 – Strutter